# Алессандро Костакурта
Алесса́ндро Костаку́рта (італ. Alessandro Costacurta; нар. 24 квітня 1966, Єраго-кон-Ораго) — колишній італійський футболіст, захисник. По завершенні ігрової кар'єри — футбольний тренер.
Як гравець насамперед відомий виступами за клуб «Мілан», а також національну збірну Італії.
Семиразовий чемпіон Італії. П'ятиразовий володар Суперкубка Італії з футболу. Володар Кубка Італії. П'ятиразовий переможець Кубка чемпіонів/Ліги чемпіонів УЄФА. Чотириразовий володар Суперкубка УЄФА. Дворазовий володар Міжконтинентального кубка.

## Клубна кар'єра
Вихованець футбольної школи клубу «Мілан». Дорослу футбольну кар'єру розпочав 1986 року в основній команді того ж клубу, провівши у складі якої лише дві гри в рамках розіграшу Кубка, був відданий до оренди до представника Серії C1 клубу «Монца».
1987 року повернувся до «Мілана», за який відіграв наступні 20 сезонів. Більшість часу, проведеного у складі «Мілана», був основним гравцем захисту команди. За цей час сім разів виборював титул чемпіона Італії, ставав володарем Суперкубка Італії з футболу (п'ять разів), володарем Кубка Італії, переможцем Кубка чемпіонів/Ліги чемпіонів УЄФА (п'ять разів), володарем Суперкубка УЄФА (чотири рази), володарем Міжконтинентального кубка (двічі). Завершив професійну кар'єру футболіста 2007 року у 41-річному віці.

## Виступи за збірні
Протягом 1986—1990 років залучався до складу молодіжної збірної Італії. На молодіжному рівні зіграв у 8 офіційних матчах.
1991 року дебютував в офіційних матчах у складі національної збірної Італії. Протягом кар'єри у національній команді, яка тривала 8 років, провів у формі головної команди країни 59 матчів, забивши 2 голи. У складі збірної був учасником чемпіонату світу 1994 року у США, де разом з командою здобув «срібло», чемпіонату Європи 1996 року в Англії, чемпіонату світу 1998 року у Франції.

## Кар'єра тренера
Розпочав тренерську кар'єру відразу ж по завершенні кар'єри гравця, 2007 року, увійшовши до тренерського штабу клубу «Мілан».
Наразі останнім місцем тренерської роботи був клуб «Мантова», команду якого Алессандро Костакурта очолював як головний тренер до 2009 року.
В травні 2014 року до Костакурти надійшло запрошення очолити молодіжну команду «Мілана» (вік гравців — до 19 років), але він відмовився..

## Телевізійна кар'єра
Сьогодні Алессандро Костакурта є спортивним оглядачем і коментатором каналу Sky Sports.
| Дата       | Місто             | Господарі         | Результат             | Гості             | Турнір                | Голи | Примітки |
| ---------- | ----------------- | ----------------- | --------------------- | ----------------- | --------------------- | ---- | -------- |
| 13/11/1991 | Генуя             | Італія            | 1 – 1                 | Норвегія          | Відбір до ЧЄ 1992     | -    |          |
| 21/12/1991 | Фоджа             | Італія            | 2 – 0                 | Кіпр              | Відбір до ЧЄ 1992     | -    |          |
| 19/02/1992 | Чезена            | Італія            | 4 – 0                 | Сан-Марино        | товариський матч      | -    |          |
| 25/03/1992 | Турин             | Італія            | 1 – 0                 | Німеччина         | товариський матч      | -    |          |
| 31/05/1992 | Нью-Гейвен        | Італія            | 0 – 0                 | Португалія        | USA Cup               | -    |          |
| 04/06/1992 | Бостон            | Італія            | 2 – 0                 | Ірландія          | USA Cup               | 1    |          |
| 09/09/1992 | Ейндговен         | Нідерланди        | 2 – 3                 | Італія            | товариський матч      | -    |          |
| 14/10/1992 | Кальярі           | Італія            | 2 – 2                 | Швейцарія         | Відбір до ЧС 1994     | -    |          |
| 18/11/1992 | Глазго            | Шотландія         | 0 – 0                 | Італія            | Відбір до ЧС 1994     | -    |          |
| 19/12/1992 | Валетта           | Мальта            | 1 – 2                 | Італія            | Відбір до ЧС 1994     | -    |          |
| 20/01/1993 | Флоренція         | Італія            | 2 – 0                 | Мексика           | товариський матч      | -    |          |
| 24/02/1993 | Порту             | Португалія        | 1 – 3                 | Італія            | Відбір до ЧС 1994     | -    |          |
| 22/09/1993 | Таллінн           | Естонія           | 0 – 3                 | Італія            | Відбір до ЧС 1994     | -    |          |
| 13/10/1993 | Рим               | Італія            | 3 – 1                 | Шотландія         | Відбір до ЧС 1994     | -    |          |
| 17/11/1993 | Мілан             | Італія            | 1 – 0                 | Португалія        | Відбір до ЧС 1994     | -    |          |
| 16/02/1994 | Неаполь           | Італія            | 0 – 1                 | Франція           | товариський матч      | -    |          |
| 23/03/1994 | Штутгарт          | Німеччина         | 2 – 1                 | Італія            | товариський матч      | -    |          |
| 27/05/1994 | Парма             | Італія            | 2 – 0                 | Фінляндія         | товариський матч      | -    |          |
| 03/06/1994 | Рим               | Італія            | 1 – 0                 | Швейцарія         | товариський матч      | -    |          |
| 11/06/1994 | Нью-Гейвен        | Італія            | 1 – 0                 | Коста-Рика        | товариський матч      | -    |          |
| 18/06/1994 | Нью-Йорк          | Італія            | 0 – 1                 | Ірландія          | ЧС 1994 - 1-й етап    | -    |          |
| 23/06/1994 | Нью-Йорк          | Італія            | 1 – 0                 | Норвегія          | ЧС 1994 - 1-й етап    | -    |          |
| 28/06/1994 | Вашингтон         | Італія            | 1 – 1                 | Мексика           | ЧС 1994 - 1-й етап    | -    |          |
| 05/07/1994 | Бостон            | Нігерія           | 1 – 2 д.ч.            | Італія            | ЧС 1994 - 1/8 фіналу  | -    |          |
| 09/07/1994 | Бостон            | Італія            | 2 – 1                 | Іспанія           | ЧС 1994 - чвертьфінал | -    |          |
| 13/07/1994 | Нью-Йорк          | Італія            | 2 – 1                 | Болгарія          | ЧС 1994 - півфінал    | -    |          |
| 07/09/1994 | Марибор           | Словенія          | 1 – 1                 | Італія            | Відбір до ЧЄ 1996     | 1    |          |
| 08/10/1994 | Таллінн           | Естонія           | 0 – 2                 | Італія            | Відбір до ЧЄ 1996     | -    |          |
| 16/11/1994 | Палермо           | Італія            | 1 – 2                 | Хорватія          | Відбір до ЧЄ 1996     | -    |          |
| 26/04/1995 | Вільнюс           | Литва             | 0 – 1                 | Італія            | Відбір до ЧЄ 1996     | -    |          |
| 06/09/1995 | Удіне             | Італія            | 1 – 0                 | Словенія          | Відбір до ЧЄ 1996     | -    |          |
| 08/10/1995 | Спліт             | Хорватія          | 1 – 1                 | Італія            | Відбір до ЧЄ 1996     | -    |          |
| 11/11/1995 | Барі              | Італія            | 3 – 1                 | Україна           | Відбір до ЧЄ 1996     | -    |          |
| 15/11/1995 | Реджо-нель-Емілія | Італія            | 4 – 0                 | Литва             | Відбір до ЧЄ 1996     | -    |          |
| 24/01/1996 | Терні             | Італія            | 3 – 0                 | Уельс             | товариський матч      | -    |          |
| 01/06/1996 | Будапешт          | Угорщина          | 0 – 2                 | Італія            | товариський матч      | -    |          |
| 11/06/1996 | Ліверпуль         | Росія             | 1 – 2                 | Італія            | ЧЄ 1996 - 1-й етап    | -    |          |
| 14/06/1996 | Ліверпуль         | Чехія             | 2 – 1                 | Італія            | ЧЄ 1996 - 1-й етап    | -    |          |
| 19/06/1996 | Манчестер         | Німеччина         | 0 – 0                 | Італія            | ЧЄ 1996 - 1-й етап    | -    |          |
| 05/10/1996 | Кишинів           | Молдова           | 1 – 3                 | Італія            | Відбір до ЧС 1998     | -    |          |
| 22/01/1997 | Палермо           | Італія            | 2 – 0                 | Північна Ірландія | товариський матч      | -    |          |
| 12/02/1997 | Лондон            | Англія            | 0 – 1                 | Італія            | Відбір до ЧС 1998     | -    |          |
| 29/03/1997 | Трієст            | Італія            | 3 – 0                 | Молдова           | Відбір до ЧС 1998     | -    |          |
| 02/04/1997 | Хожув             | Польща            | 0 – 0                 | Італія            | Відбір до ЧС 1998     | -    |          |
| 30/04/1997 | Неаполь           | Італія            | 3 – 0                 | Польща            | Відбір до ЧС 1998     | -    |          |
| 04/06/1997 | Нант              | Італія            | 0 – 2                 | Англія            | тов. турнір           | -    |          |
| 08/06/1997 | Ліон              | Італія            | 3 – 3                 | Бразилія          | тов. турнір           | -    |          |
| 11/06/1997 | Париж             | Італія            | 2 – 2                 | Франція           | тов. турнір           | -    |          |
| 11/10/1997 | Рим               | Італія            | 0 – 0                 | Англія            | Відбір до ЧС 1998     | -    |          |
| 29/10/1997 | Москва            | Росія             | 1 – 1                 | Італія            | Відбір до ЧС 1998     | -    |          |
| 15/11/1997 | Неаполь           | Італія            | 1 – 0                 | Росія             | Відбір до ЧС 1998     | -    |          |
| 28/01/1998 | Катанія           | Італія            | 3 – 0                 | Словаччина        | товариський матч      | -    |          |
| 22/04/1998 | Парма             | Італія            | 3 – 1                 | Парагвай          | товариський матч      | -    |          |
| 02/06/1998 | Гетеборг          | Швеція            | 1 – 0                 | Італія            | товариський матч      | -    |          |
| 11/06/1998 | Бордо             | Італія            | 2 – 2                 | Чилі              | ЧС 1998 - 1-й етап    | -    |          |
| 17/06/1998 | Монпельє          | Італія            | 3 – 0                 | Камерун           | ЧС 1998 - 1-й етап    | -    |          |
| 23/06/1998 | Сен-Дені          | Італія            | 2 – 1                 | Австрія           | ЧС 1998 - 1-й етап    | -    |          |
| 27/06/1998 | Марсель           | Італія            | 1 – 0                 | Норвегія          | ЧС 1998 - 1/8 фіналу  | -    |          |
| 03/07/1998 | Париж             | Італія            | 0 – 0 д.ч. (3-4 п.п.) | Франція           | ЧС 1998 - чвертьфінал | -    |          |
| Усього     |                   | Матчів (27 місце) | 59                    |                   | Голів                 | 2    |          |

## Титули і досягнення
- Чемпіон Італії (7):

«Мілан»: 1987–88, 1991–92, 1992–93, 1993–94, 1995–96, 1998–99, 2003–04
- Володар Суперкубка Італії з футболу (5):

«Мілан»: 1988, 1992, 1993, 1994, 2004
- Володар Кубка Італії (1):

«Мілан»: 2002–03
- Переможець Кубка чемпіонів/Ліги чемпіонів УЄФА (5):

«Мілан»: 1988–89, 1989–90, 1993–94, 2002–03, 2006–07
- Володар Суперкубка УЄФА (4):

«Мілан»: 1989, 1990, 1994, 2003
- Володар Міжконтинентального кубка (2):

«Мілан»: 1989, 1990
- Віце-чемпіон світу: 1994